# Кромвель, Ральф, 2-й барон Кромвель
Ральф де Кромвель (англ. Ralph de Cromwell; приблизительно 1368—1417) — английский аристократ, 2-й барон Кромвель с 1398 года.

## Биография
Ральф Кромвель родился приблизительно в 1368 году в семье 1-го барона Кромвеля того же имени и его жены Мод де Бернак. После смерти отца в 1398 году Ральф-младший унаследовал семейные владения и титул. В 1404 году он занял должность констебля замка Ризинг в Норфолке. Барон был женат на некой Джоан (о её происхождении ничего не известно), в этом браке родились сын Ральф (приблизительно 1403 — 1455) и дочь Мод, жена сэра Ричарда Стэнхоупа.